# Frits Soetekouw

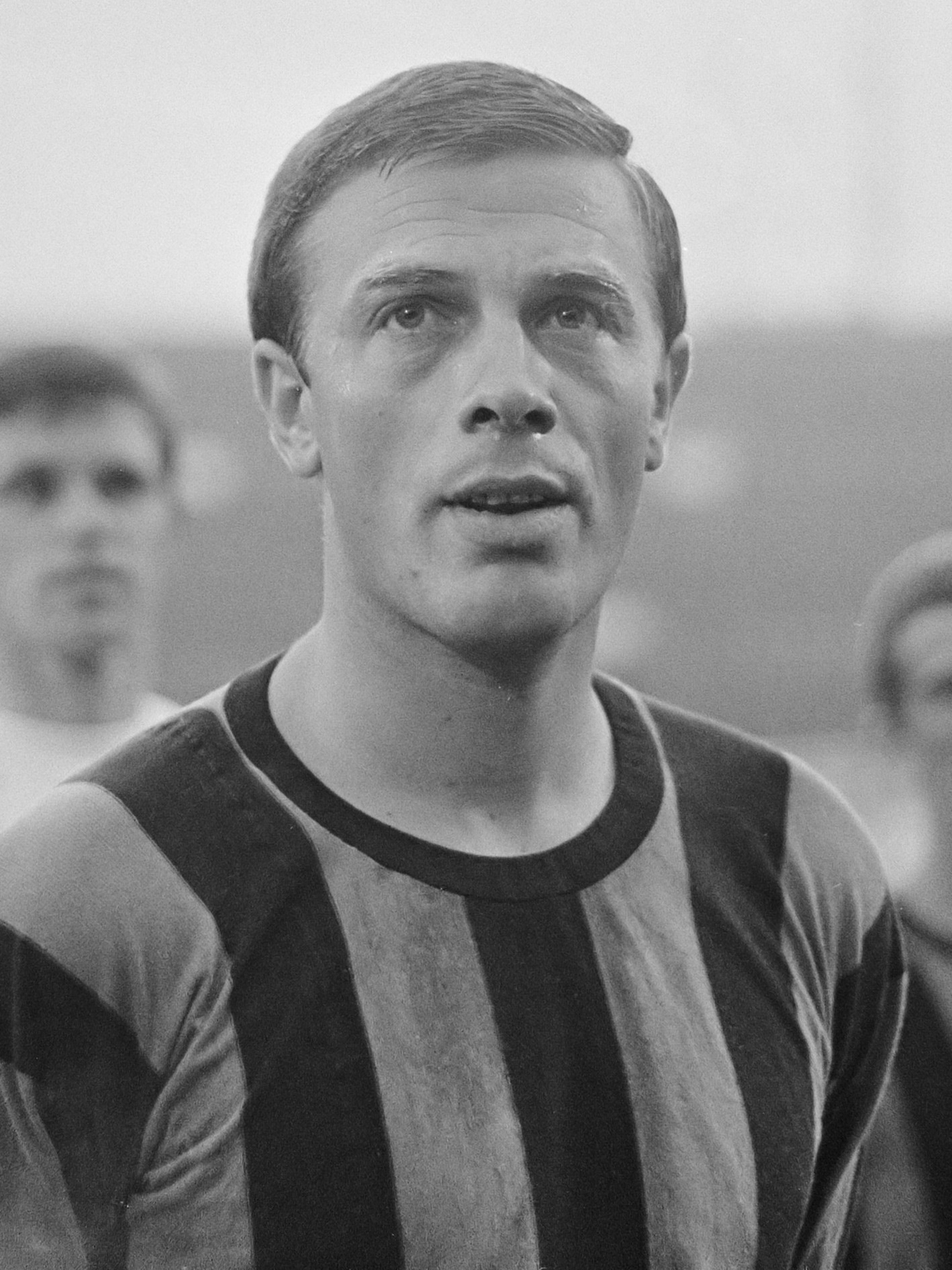
Frits Soetekouw (1968)

Frits Soetekouw (* 16. Juni 1938 in Amsterdam; † 3. Mai 2019 in Purmerend) war ein niederländischer Fußballspieler und -trainer. Als Profi machte er von 1961 bis 1971 für fünf verschiedene Vereine 276 Spiele in der Eredivisie; mit Ajax Amsterdam wurde er zweimal niederländischer Meister. 1962 spielte er einmal in der niederländischen Nationalmannschaft.

## Vereinskarriere
Mit 18 Jahren spielte der Verteidiger bei ADM in Amsterdam und wechselte zwei Jahre später zu De Volewijckers. Für den Aufsteiger aus Amsterdam machte er in der Saison 1961/62 seine ersten 33 Spiele und drei Tore in der Eredivisie. Nach dem Abstieg 1963 wechselte er zu Heracles Almelo, wo er jedoch nur eine Saison blieb. 1964 schloss er sich dem AFC Ajax an, bei dem er den Platz in der Verteidigung von Werner Schaaphok eroberte und neben Ton Pronk zwei Spielzeiten Stammspieler war. Mit Ajax wurde er 1966 Meister und gewann 1967 das Double. In der Saison 1966/67 machte er sechs Spiele im Europapokal. Nachdem er im Viertelfinale gegen Dukla Prag mit einem Eigentor in der 87. Spielminute für das 1:2 und damit das Ausscheiden der Amsterdamer gesorgt hatte, wurde er von Trainer Rinus Michels aussortiert. Zur Saison 1967/68 ging er zu PSV Eindhoven und wechselte ein Jahr später zu DWS Amsterdam, für die er noch bis 1971 in der Eredivisie und in der Saison 1968/69 auch im Messestädte-Pokal aktiv war.
Nach der Spielerkarriere wurde Soetekouw Trainer verschiedener Amateurklubs, Mitte der 1980er-Jahre trainierte er die Profis von AZ ’67. Im Hauptberuf betrieb er eine Fahrschule und ein Café, später wurde er Versicherungsvertreter. In seinen letzten Lebensjahren litt er unter der Alzheimer-Krankheit. Er starb 80-jährig in einem Pflegeheim in Purmerend.

## Nationalmannschaft
Am 14. Oktober 1962 wurde Soutekouw der erste und einzige Nationalspieler der Volewijckers. Im Freundschaftsspiel in Antwerpen gegen Belgien war er neben Piet Ouderland, Jan Villerius und Henk Bosveld einer von vier Debütanten, die Bondscoach Elek Schwartz auf den Platz schickte. Sein Team verlor 0:2.